# هاري ألين (لاعب كرة قدم)
هاري ألين (بالإنجليزية: Harry Allen)‏ هو لاعب كرة قدم بريطاني (وحمل سابقاً جنسية المملكة المتحدة لبريطانيا العظمى وأيرلندا) في مركز الوسط، ولد في 19 يناير 1866 في والسال في المملكة المتحدة، وتوفي بنفس المكان في 23 فبراير 1895. شارك مع منتخب إنجلترا لكرة القدم. أما مع النوادي، فقد لعب مع نادي والسول ووولفرهامبتون واندررز.

## وصلات خارجية
- هاري ألين على موقع قاعدة بيانات كرة القدم.إي يو (الإنجليزية)
- هاري ألين على موقع ناشيونال فوتبول تيمز (الإنجليزية)